# Aphrophora punctipes
Aphrophora punctipes är en insektsart som beskrevs av Walley 1928. Aphrophora punctipes ingår i släktet Aphrophora och familjen spottstritar. Inga underarter finns listade i Catalogue of Life.